# Football Club Chiasso 1922-1923
Questa pagina raccoglie i dati riguardanti il Football Club Chiasso nelle competizioni ufficiali della stagione 1922-1923.

## Rosa
| N. |                     | Ruolo | Calciatore               |
| -- | ------------------- | ----- | ------------------------ |
|    | Svizzera (bandiera) | A     | Giuseppe Bianchi         |
|    | Svizzera (bandiera) | A     | Giovanni Carò (capitano) |
|    | Svizzera (bandiera) | A     | Renato Chiesa            |
|    | Italia (bandiera)   | D     | Pietro Gattoni           |
|    | Svizzera (bandiera) | C     | Adolfo Gusberti          |
|    | Svizzera (bandiera) | C     | Cornelio Lurati          |
|    | Italia (bandiera)   | A     | Francesco Lurati         |
|    | Svizzera (bandiera) | D     | Giacomo Marazzi          |
|    | Svizzera (bandiera) | P     | Mauri                    |

| N. |                     | Ruolo | Calciatore          |
| -- | ------------------- | ----- | ------------------- |
|    | Italia (bandiera)   | A     | Melli               |
|    | Svizzera (bandiera) | C     | Federico Raas       |
|    | Svizzera (bandiera) | C     | Egildo Raimondi     |
|    | Svizzera (bandiera) | D     | Orfeo Regazzoni     |
|    | Italia (bandiera)   | A     | Luigi Riva (II)     |
|    | Svizzera (bandiera) | A     | Diego Vassena (III) |
|    | Svizzera (bandiera) | A     | Franco Vassena (II) |
|    | Svizzera (bandiera) | A     | Orlando Vassena (I) |
|    | Svizzera (bandiera) | P     | Ernesto Verda       |